# Frank Möller
Pour les articles homonymes, voir Möller.
Frank Möller, né le 8 septembre 1970 à Weimar, est un ancien judoka allemand. Il remporta la médaille de bronze dans la catégorie des poids lourd aux Jeux olympiques de 1996 à Atlanta. Il était l'un des grands animateurs du circuit international dans les années 1990 et le début des années 2000. Ainsi, son palmarès affiche trois médailles mondiales et sept européennes (dont un titre en 1992).

## Palmarès

### Jeux olympiques
- Jeux olympiques de 1996 à Atlanta (États-Unis) :
  -  Médaille de bronze dans la catégorie des poids lourd (+95 kg).

### Championnats du monde
- Championnats du monde 1993 à Hamilton (Canada) :
  -  Médaille de bronze dans la catégorie des poids lourd (+95 kg).
- Championnats du monde 1995 à Shiba (Japon) :
  -  Médaille d'argent dans la catégorie des poids lourd (+95 kg).
- Championnats du monde 2001 à Munich (Allemagne) :
  -  Médaille de bronze dans les toutes catégories.

### Championnats d'Europe
| Chpts d'Europe    | Chpts d'Europe    | 1989 | 1990 | 1992 | 1993 | 1995 | 2000 |
| ----------------- | ----------------- | ---- | ---- | ---- | ---- | ---- | ---- |
| poids lourds      | +95 kg            | -    | 3e   | 1er  | 3e   | 2e   | -    |
| poids lourds      | +100 kg           | -    | -    | -    | -    | -    | 3e   |
| toutes catégories | toutes catégories | 2e   | -    | -    | -    | -    | 3e   |